# 林鴻鋆
林鴻鋆，SBS，JP（1947年12月14日—），前香港天文台台長。世界氣象組織第二區域（亞洲）協會前副主席。
林鴻鋆於1964年畢業於英皇書院，1970年取得香港大學理學碩士一級榮譽特別學位。他於1970年10月加入教育署任助理教育主任，1971年8月加入皇家香港天文台為科學主任，1980年5月晉升為高級科學主任，1990年7月晉升為皇家香港天文台助理台長，1996年12月至2003年3月任皇家香港天文台台長及香港天文台台長。林於2003年獲頒授銀紫荊星章。